# Pedro Pichardo
Pedro Pablo Pichardo Peralta (Santiago de Cuba, 30 de junio de 1993) es un deportista cubano naturalizado portugués que compite en atletismo, especialista en la prueba de triple salto. En 2017 desertó de Cuba y fijó su residencia en Portugal; desde 2019 representa internacionalmente a este país.
Participó en tres Juegos Olímpicos de Verano, entre los años 2016 y 2024, obteniendo dos medallas, oro en Tokio 2020 y plata en París 2024, ambas en el triple salto.
Ganó tres medallas en el Campeonato Mundial de Atletismo entre los años 2013 y 2022, y dos medallas en el Campeonato Mundial de Atletismo en Pista Cubierta, en los años 2014 y 2022.
Además, obtuvo una medalla de oro en los Juegos Panamericanos de 2015, dos medallas en el Campeonato Europeo de Atletismo, en los años 2022 y 2024, y dos medallas de oro en el Campeonato Europeo de Atletismo en Pista Cubierta, en los años 2021 y 2023.

## Trayectoria
Se proclamó campeón en el Mundial Junior de 2012 con una marca de 16,79 m, récord mundial júnior. Ya en categoría absoluta, fue segundo en el Mundial de 2013 (17,68 m) y segundo en el Mundial en Pista Cubierta de 2014 (17,24 m). En 2015 ganó la medalla de oro en los Juegos Panamericanos y la medalla de plata en el Campeonato Mundial.
No pudo participar en los Juegos Olímpicos de Río de Janeiro 2016 debido a una lesión en el tobillo. Al año siguiente, en una concentración realizada en Stuttgart para preparar el Campeonato Mundial, insatisfecho con la federación de su país, decidió desertar, y se refugió en Portugal.
Bajo la nacionalidad portuguesa, se coronó campeón en los Juegos Olímpicos de Tokio 2020 con un salto de 17,98 m, ganando al chino Zhu Yaming y al burkinés Hugues Fabrice Zango, y campeón en el Mundial de 2022 con una marca de 17,95 m).

## Palmarés internacional
| Representando a Cuba                 |                         |                   |              |
| Campeonato Mundial                   |                         |                   |              |
| Año                                  | Lugar                   | Medalla           | Prueba       |
| 2013                                 | Moscú (Rusia)           | Medalla de plata  | Triple salto |
| 2015                                 | Pekín (China)           | Medalla de plata  | Triple salto |
| Campeonato Mundial en Pista Cubierta |                         |                   |              |
| Año                                  | Lugar                   | Medalla           | Prueba       |
| 2014                                 | Sopot (Polonia)         | Medalla de bronce | Triple salto |
| Juegos Panamericanos                 |                         |                   |              |
| Año                                  | Lugar                   | Medalla           | Prueba       |
| 2015                                 | Toronto (Canadá)        | Medalla de oro    | Triple salto |
| Representando a Portugal             |                         |                   |              |
| Juegos Olímpicos                     |                         |                   |              |
| Año                                  | Lugar                   | Medalla           | Prueba       |
| 2020                                 | Tokio (Japón)           | Medalla de oro    | Triple salto |
| 2024                                 | París (Francia)         | Medalla de plata  | Triple salto |
| Campeonato Mundial                   |                         |                   |              |
| Año                                  | Lugar                   | Medalla           | Prueba       |
| 2022                                 | Eugene (Estados Unidos) | Medalla de oro    | Triple salto |
| Campeonato Mundial en Pista Cubierta |                         |                   |              |
| Año                                  | Lugar                   | Medalla           | Prueba       |
| 2022                                 | Belgrado (Serbia)       | Medalla de plata  | Triple salto |
| Campeonato Europeo                   |                         |                   |              |
| Año                                  | Lugar                   | Medalla           | Prueba       |
| 2022                                 | Múnich (Alemania)       | Medalla de oro    | Triple salto |
| 2024                                 | Roma (Italia)           | Medalla de plata  | Triple salto |
| Campeonato Europeo en Pista Cubierta |                         |                   |              |
| Año                                  | Lugar                   | Medalla           | Prueba       |
| 2021                                 | Toruń (Polonia)         | Medalla de oro    | Triple salto |
| 2023                                 | Estambul (Turquía)      | Medalla de oro    | Triple salto |